# Jinnagara, Kunigal
Jinnagara là một làng thuộc tehsil Kunigal, huyện Tumkur, bang Karnataka, Ấn Độ.